# Özlem Düvencioğlu
Özlem Düvencioğlu (* 1980 in Deutschland) ist eine deutsch-türkische Schauspielerin und Filmproduzentin.
Sie debütierte als Seriendarstellerin als „Mavi“ in der türkischen Serie Hırsız Polis (2005). Ende 2006 gründete die Schauspielerin zusammen mit Yelda Reynaud eine eigene Filmproduktionsfirma. Ab 2007 spielt Düvencioğlu in Parmaklıklar Ardında, der erfolgreichen türkischen Fassung von Hinter Gittern – Der Frauenknast, die Rolle der „Handan Gürkan“.